# Smittia schmoelzeri
Smittia schmoelzeri är en tvåvingeart som först beskrevs av Maurice Emile Marie Goetghebuer 1950.  Smittia schmoelzeri ingår i släktet Smittia och familjen fjädermyggor.
Artens utbredningsområde är Österrike. Inga underarter finns listade i Catalogue of Life.